# Heart and Soul (T'Pau)
Heart and Soul is een nummer van de Britse band T'Pau uit 1987. Het is de eerste single van hun debuutalbum Bridge of Spies.
"Heart and Soul" won aan populariteit doordat het in het Verenigd Koninkrijk en de Verenigde Staten gebruikt werd in een reclame voor Pepe Jeans. Het bereikte in beide landen de 4e positie in de hitlijsten. In de Nederlandse Top 40 deed het nummer het iets minder goed, daar werd slechts een bescheiden 34e positie gehaald. In de Vlaamse Radio 2 Top 30 had het met een 16e positie meer succes.